# SNG (放送)
SNG (Satellite News Gathering) は、人工衛星（通信衛星）を使う、テレビニュースをはじめとする放送番組素材収集システムのことであり、主として、放送局（演奏所）外の撮影場所（現場）から番組素材となる映像（動画）、音声を電波として通信衛星を経由させ、演奏所に伝送、テレビ番組等に活用するためのシステムを総称したものである。もちろん「生中継」も可能である。

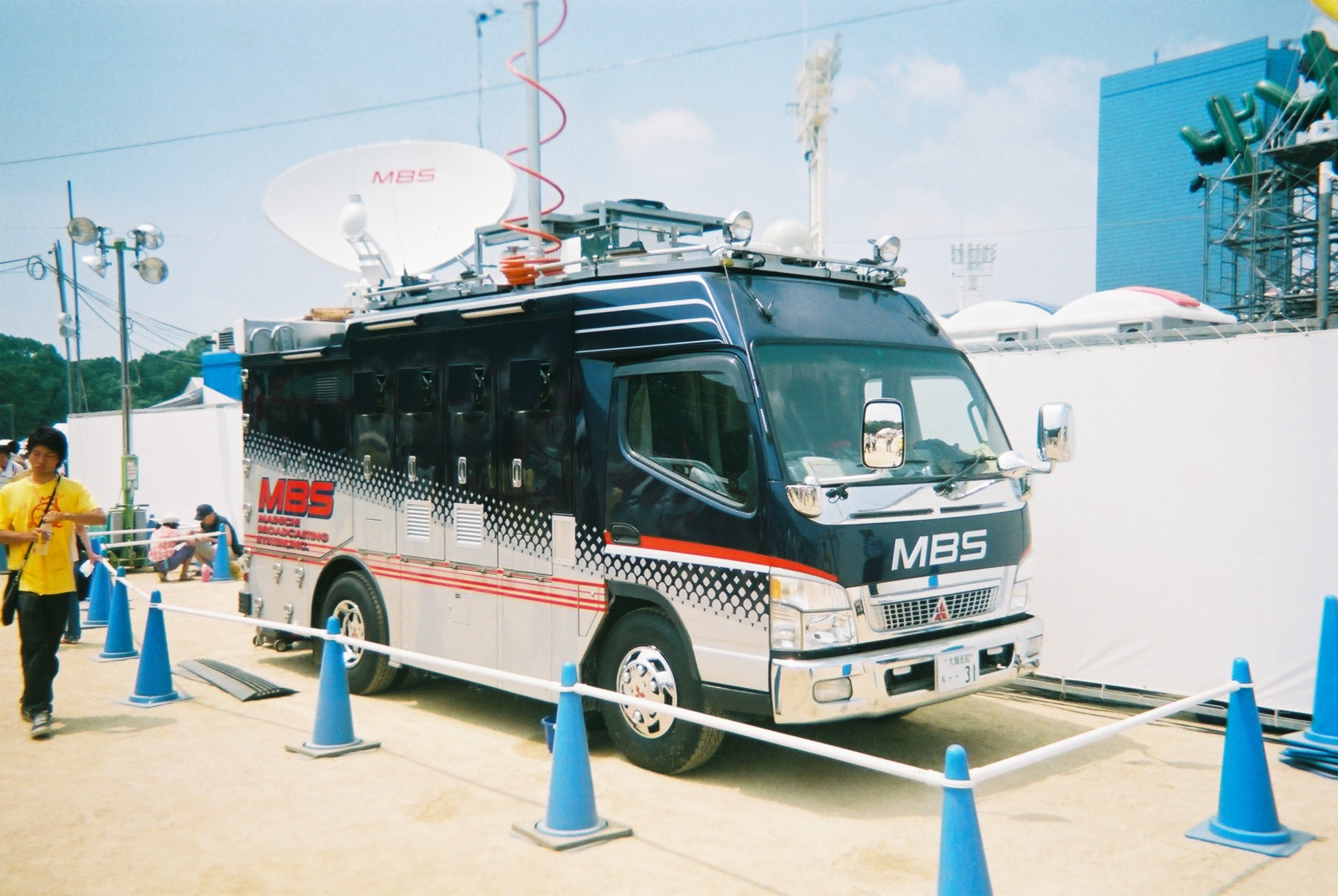
毎日放送（MBSテレビ）のSNG中継車

## 背景
いうまでもなくニュースにとって速報性、同時性は命である。放送そのものがニュースのために生み出されたものと言っても過言ではなく、その開始以来、その速報性をより高めるための努力が続けられてきた。
音声のみで比較的小規模なラジオ放送と異なり、映像、音声の両方を扱うテレビ放送は、その規模の大きさゆえに小回りが利かず、テレビニュースの速報性はラジオのものと比較して、必ずしも優れたものであるとは言えなかったのであるが、日本でも昭和50年代、ENG革命により、「フィルムカメラ」が「ビデオカメラ」に代わり、テレビニュースの速報性は格段に進歩した。すなわちそれまでは、現場で撮影したフィルムを放送局に持ち帰り、フィルムを現像、編集してテレビニュースに用いていたのであるが、現場で使うことのできるVTRの登場により、フィルムの現像に要する手間がなくなったのである。
また、可搬型の小型多重マイクロ波送信機（FPU）（フィールド・ピックアップ・ユニット）が登場し、現場の映像、音声をマイクロ波に載せて放送局まで瞬時に伝送できるようになり、テレビニュースにおいても「現場中継」（中継放送）が以前よりも容易になった。
しかしFPUではその準備、すなわちマイクロ波の伝送ルート（マイクロルート）の構築に労力と時間を要する。マイクロ波は直進性が強く、基本的に受信点の見える範囲（見通し範囲）でしか、映像、音声を伝送することができない。すなわち、遠方や、近くであっても受信点がビルや山などの影になると、受信点の見えない現場からその映像、音声を伝送するためには、障害物の上に文字通り「中継ぎ」のための中継点を必要な数だけ設けて伝送しなければならないのである。特に山国日本ではその地形的な制約により、比較的短距離のマイクロルートであっても多くの中継点を必要とする場合が多く、突発する事件、事故、災害などの現場中継を短時間で実現するのは困難であることが多かった。

## SNGによるテレビ報道の飛躍
人工衛星を用いる通信は、地球局から直接、映像や音声などの情報を人工衛星局に送り、そこを経由して再び目的地の地球局に送るという仕組みになっている。このため日本国内であれば「中継ぎ」のための中継点をわざわざ設ける必要がない。
通信衛星は地上から見上げる角度（仰角）が高く、また通信衛星にアクセスするためのアンテナは、鋭い指向性と高い利得を持っているので、日本であれば、アンテナのすぐ南側にさえ障害物が無ければ、アンテナを通信衛星に向けて、簡単に通信衛星に搭載されているトランスポンダ（送・受信機（Transmitter-Responderを縮めてTransponder）といわれる中継装置。縮めて「トラポン」とも呼ばれる。以下、トラポンと表記。）にアクセスすることができる。このため地球局の設置場所はどこにあってもかまわない。
また、トラポンからのダウンリンク波は日本各地で同時に受信することができる。すなわち僻地にある災害現場でも、その現場にさえSNG車が到着できれば、即座に現場の映像、音声を一斉に全国に伝送（配信）することができる。
テレビニュースに通信衛星を用いることの卓越した優位性は1960年代に実証され、日常のテレビニュースに応用するための開発が進められてきた。その結果としてのSNGは、テレビによる事件、事故、災害報道に革命的飛躍をもたらし、今日、必要不可欠な放送技術となった。

## SNGの導入と運用形態

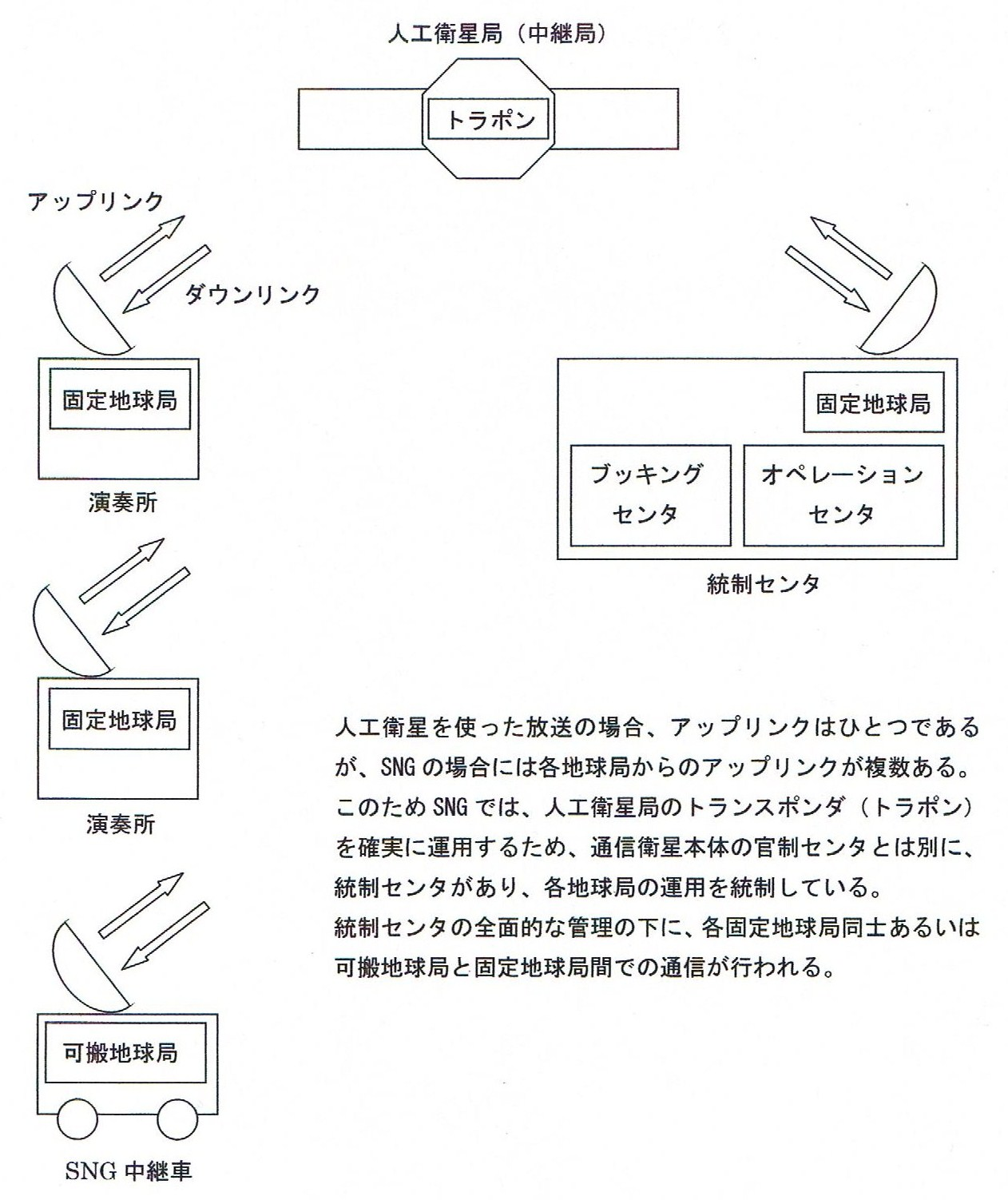
SNGの概要

SNGは、大型であった地球局の設備が1980年代に入り小型化し、「可搬地球局」となって自動車に搭載できるようになったことで、急速にその導入が進んだ。
日本では、電波法第26条に基づく総務省告示周波数割当計画により、固定衛星通信網に用いる周波数は、電気通信業務用又は公共業務用の無線局が利用することとなっており、SNGに用いる通信衛星との通信は、電気通信事業者しか行うことができない。
すなわち放送会社はSNGの衛星回線を従来のFPUなどのように「自営回線」とすることはできない。
このためSNGの運用は、放送会社がこれら電気通信事業者と契約して、その電気通信事業者の名義で自己所有の地球局の免許（使用許可）を受け、通信サービスの提供を受ける形態をとる。
通信衛星に搭載できるトラポンの数には限りがあり、SNGに使用できる回線数は少ない。また通信衛星の打ち上げや維持管理等には莫大な費用がかかり、これを利用する放送会社は「回線使用料」としてかなりの経済的負担を強いられることになるため、1社が単独でその回線を長時間、占有使用するのには不向きである。またSNGは衛星放送システムと異なり、同一波での送信能力（アップリンク能力）を持つ地球局を日本各地にいくつも必要とし、これらの地球局の個々の判断による円滑なシステム運用は不可能に近い。
そこで放送系列各社でトラポンを「共同所有」、効率よく共同利用するための「統制センタ」を設け、トラポンの運用を一元管理、系列各社が番組素材を必要最小限の時間で目的の演奏所に送る運用形態が構築された。
当初のSNG回線はアナログであり、トラポンを可能な限り有効に利用するため、通常のアナログ標準テレビジョン放送に用いる番組素材伝送用として「ハーフトラポン」と呼ばれる方式が考え出され、送受信を行っていた。これは1つのトラポンの伝送帯域を2分割して運用することにより、2つのチャンネル（2回線）を得る方式であった。周波数の低い帯域側をロアーチャンネル、高い側をアッパーチャンネルなどと呼称していた。ただしこの方式では、隣接する帯域間の混信を避けるため、それぞれの帯域を狭く絞り込むことから、運用上、送信に際して特別な注意が必要であった。その後、さらなる効率化（回線数の増強）や傍受対策などのため、その回線は全てデジタル化された。
SNGには番組素材を伝送する回線（本線）とは別に、同じトラポンを経由する連絡用の回線（OW（オーダーワイヤ）回線などと呼ばれる。）があり、これを用いて演奏所と現場との連絡が行われる。話し始めるタイミング（キュー出し）もこの回線でやり取りされる。すなわちこの連絡用の回線が緊急時の現場からの中継放送などにおいては生命線となる。
しかしこの回線は本線と同じトラポンを経由するため、基本的にブッキング中、すなわち回線の時間割利用を統括するブッキングセンタ（回線予約センタ）に、本線の使用（アップリンク）を予約、割り当てられる必要最小限のトラポンのチャンネル占有使用時間中（本線の使用時間中）のみしか使用することができない。このため特に生中継の場合、事前に十分な時間を要する制作打ち合わせなどについて、この回線を用いて行うことは困難である。出発前にあらかじめ打ち合わせをした通りであればよいが、事件、事故、災害などの現場の状況は大抵は想定通りのものではなく、ブッキングの前に現場と演奏所の間での連絡調整が必要となる。この場合、その連絡調整は自社の連絡用無線や加入電話に依らざるを得ず、当初はスタッフが公衆電話に何度も駆け込むこともしばしば、さらにそのどちらも使用できない場合には、本線でレポータ自らが本番直前に必要事項のみを一方的に伝え、ぶっつけ本番の生中継を行うこともあった。その後、一般の衛星携帯電話が使えるようになり、さらに地上系の携帯電話回線網の拡大と整備により、この問題はほぼ解決した。
SNGによる中継放送でスタジオと現場のレポータなどが会話（かけあい）を行う場合には、「N-1音声」が用意される。N-1音声とは、番組用音声から現場の音声のみを省いたものである。これは、映像、音声が衛星を経由することにより遅れるため、番組となった音声を現場のレポーターにそのまま返すと、レポーター自身の声が遅れて「エコー」がかかったように耳に入り、話すことが困難になるために必要なものである。
従来、N-1音声はトラポン経由で演奏所から現場に送られることが多かったが、連絡用の回線と同様に、時間的な拘束がなく自由度の高い携帯電話回線を用いるほうがより効率的である場合が多いため、近年では携帯電話端末と音声分配装置を合わせたシステムがSNG車に常備されるようになっている。
さらに最近では、現場での手間を省き、よりSNGの機動性を高める目的などのため、現場で受信した放送音声から直接作り出して用いるようにもなってきている
。
今日のSNGは高機能化し、その運用形態も多様化している。
SNGはテレビニュース用として開発された放送技術であり、従来、テレビの報道番組素材の伝送や緊急の報道番組そのもの、あるいは日常その配信に時間と手間のかかりがちな番組素材、例えば番組予告（番組宣伝）用の完成素材などを系列局に一斉配信する場合などに用いられてきたが、近年では可搬地球局がさらに小型化し、これを搭載したSNG車はラジオカー並みの大きさとなったことから、その小回りを生かし、ラジオ・テレビ兼営の放送局などでは、テレビニュースのみならず、ラジオニュースにも活用されるようになっている。
一方で近年、小型化した可搬地球局を従来のテレビ中継車に搭載、「SNG中継車」となったものが登場し、SNG中継車1台でも、現場で直接、複雑な構成の番組素材制作が可能となり、報道以外にも多目的に用いられるようになっている。すなわち、速報性、同時性の要求される通常のテレビ番組、例えば地上回線の構築が困難な山間部や離島などにある競技場からのスポーツ中継などに好んで用いられるようになっている。
さらに、従来のSNG中継車では困難であった衛星自動追尾の技術が実現され、停止・固定して用いていたSNG中継車を移動中継車として用いることが可能となり、さらなる多目的化が期待されている。

## ハイビジョン対応
効率化（回線数の増強）や傍受対策などのため、SNGの回線は1997年頃からデジタル化された。これによりアナログ標準テレビジョン放送に用いる番組素材伝送においては、1つのトラポンで4チャンネルの同時運用が可能となった。
しかし、地上デジタル放送等において必要な高精細度テレビジョン放送用番組素材は映画のフィルム並みの高精細な映像でありデータ量が多く、その品質を保つために一時、1つのトラポンで2チャンネルまでの運用とならざるを得なくなっていたが、新伝送路規格DVB-S2により改良が加えられ、再び1つのトラポンで4チャンネルの同時運用が可能となっている。

## IP-SNG
近年、VSAT（Very Small Aperture Terminal）システムを用い、現場から通信衛星に向けて番組素材を送信、演奏所はインターネット経由で番組素材を受け取る、IP-SNG と呼ばれる新タイプのSNGが登場している。VSATシステムは、通信制御を行うVSAT制御地球局（親局:HUB局）と各地に置かれるVSAT地球局（子局:VSAT）により、通信衛星を介してネットワークを構成するシステムで、従来、地方公共団体における防災行政用情報通信システムや、企業内情報通信システム等に用いられてきたものである。
このタイプのSNGは、HUB局とVSATの親子関係による、トータルとしての機動性が極めて高いことが特長である。
従来のSNGの統制センタは運用上の都合により設けられているもので各地球局はあくまでも独立した無線局であり親子の関係にはない。従って送信の責任は各地球局にあり、例えば空中線電力500Wの地球局では、第一級陸上特殊無線技士以上の無線従事者が、免許人若しくは契約等により排他的に確保され、従事しなければならない。
一方、VSATシステムでは、子局は親局の管理下となるため、子局である可搬地球局等の操作は、無資格者でも行うことができる。加えて子局では直径1m前後の小型アンテナを使うため、SNG車を不要にするほど設備を小型化することも可能である。従って人員配置が容易、SNG車の乗り入れが困難な現場からの中継等も可能であり、今後の展開が期待されている